# Pieni-Kauro
Pieni-Kauro är en sjö i kommunen Kuhmo i landskapet Kajanaland i Finland. Den är 7,9 meter djup. Arean är 43 hektar och strandlinjen är 3,79 kilometer lång. Sjön  ingår i Uleälvens huvudavrinningsområde.   Den ligger omkring 110 kilometer öster om Kajana och omkring 530 kilometer nordöst om Helsingfors. 
Pieni-Kauro ligger norr om Kaurojärvi. 